# Fré Focke
Fré Focke (* 11. Juli 1910 in Amsterdam; † 5. Februar 1989 in Bergen, Nordholland) war ein niederländischer Pianist und Komponist.

## Wirken
Focke studierte am Sweelinck-Konservatorium in Amsterdam Klavier bei Nelly Wagenaar und Komposition bei Sem Dresden. Nach dem Examen 1933 erhielt er Kompositionsunterricht bei Willem Pijper in Utrecht und ab 1941 bei Anton Webern in Wien.
Nach dem Zweiten Weltkrieg arbeitete er zunächst als Begleiter, Konzertpianist und Privatlehrer für Komposition in Schweden. 1946 folgte er einem Ruf von Claudio Arrau nach Südamerika und lebte dort bis 1957 in Santiago de Chile.
1952 begründete er zusammen mit Estéban Eitler (1913–1960) das „TONUS“ („Centro de la música contemporánea en Chile“), in dem moderne europäische und lateinamerikanische Musik aufgeführt wurde. Auch dort wirkte er in erster Linie als Komponist, Pianist und Kompositionslehrer. Einige seiner Schüler sind Leon Schidlowsky (Tel Aviv), Leni Alexander (Paris/Santiago de Chile), Juan Allende-Blin (Essen, Köln) und Miguel Aguilar (Santiago de Chile).
Von 1957 bis 1965 war er Dozent an der Staatlichen Hochschule für Musik in Hamburg; zu dieser Zeit gab er viele Konzerte mit moderner Musik und eigenen Kompositionen und trat auch häufig als Begleiter auf. In der zweiten Hälfte der sechziger Jahre machte er ausgedehnte Reisen durch Europa, bevor er sich Ende 1970 fest im Künstlerdorf Bergen niederließ. Dort betätigte er sich in der Folge ausschließlich als Komponist und Phonosoph.